# Colorant sensible au potentiel
Les colorants sensible au potentiel sont des molécules dont les propriétés optiques varient en fonction du champ électrique dans lequel elles sont plongées.

## Utilisation en neurosciences
Ces molécules sont notamment employées par les chercheurs en neurobiologie afin de suivre l'activité électrique des neurones. Il est ainsi possible d'enregistrer à l'aide d'une caméra haute vitesse la composante spatiale de l'activité électrique neuronale dans un cerveau en fonctionnement. Cette technique a donné lieu à une littérature importante pour la compréhension de la dynamique de l'activité cérébrale.